# Intent de cop d'estat a Guinea Bissau del 2022
L'1 de febrer de 2022 es va produir un intent de cop d'estat a Guinea Bissau.
Poques hores després, l'autoproclamat president Umaro Sissoco Embaló va declarar que el cop havia fracassat, va afirmar que «molts» membres de les forces de seguretat havien mort en un «atac fallit contra la democràcia». Es va informar que onze persones van ser assassinades, sis de les quals eren soldats.

## Context

### Llarga història de cops d'estat
Els cops d'estat s'han convertit en un problema important a Guinea Bissau. Des del primer, el novembre de 1980, hi ha hagut:
- Dos cops d'estat reeixits en 2003 i 2012;
- Vuit intents de cop abans de 2022;
- Una revolta militar en 2010;
- Dues acusacions notables d'intent de cop d'estat, en 2019 i 2020.

### Antecedents immediats
Umaro Sissoco Embaló es va autoproclamar vencedor de les eleccions presidencials de Guinea Bissau de 2019 l'endemà de l'escrutini, la qual cosa va ser confirmat pels resultats oficials. El seu contrincant, Domingos Simões Pereira, impugnà els resultats davant el Tribunal Suprem, però no presentà cap reclamació davant la Comissió Nacional Electoral (CNE), tal com exigeix la llei electoral.
Sense esperar pas a la decisió del Tribunal Suprem, Embaló va jurar el seu càrrec el 27 de febrer en un hotel, en presència d'alguns diputats, contradient la Constitució que obliga a fer-ho durant una sessió plenària de l'Assemblea Nacional.
Així doncs, l'autoproclamat vencedor Embaló també s'autoproclamà president en un hotel al marge de la seu del poder legislatiu i s'instal·là al palau presidencial amb el suport d'una part de l'exèrcit. L'endemà va destituir el primer ministre sortint, Aristides Gomes, que va denunciar un «intent de cop d'estat», mitjançant un «decret presidencial número 1». Seguidament, el va substituir pel Nuno Gomes Nabiam, un antic contrincant que se li havia unit en la segona volta després de ser eliminat en la primera.
En resposta a aquests moviments, la majoria dels diputats va nomenar el llavors president de l'Assemblea Nacional, Cipriano Cassamá, com a president interí de la República, en presència del mateix primer ministre Aristides Gomes. Llavors, els membres de l'exèrcit partidari d'en Embaló van prendre el control de les seus de la televisió i la ràdio, així com de la seu del govern, l'Assemblea Nacional i el Palau de Justícia, que alberga el Tribunal Suprem.
L'1 de març, Cassamá va anunciar la seva dimissió com a president interí dos dies després de ser investit. Ell va al·legar amenaces de mort contra ell i la seva família. El 22 d'abril, Embaló va ser reconegut per la CEDEAO.
Després de nombrosos girs i apel·lacions intermèdies des de desembre de 2019, la decisió final del Tribunal Suprem sobre la disputa electoral es va dictar el 4 de setembre de 2020. Com era d'esperar, el recurs del candidat opositor va ser desestimat perquè, segons la sentència, les suposades irregularitats no havien estat objecte de denúncies oportunes i adequades al procediment legal.

## Cop d'estat
L'1 de febrer de 2022, homes armats van envoltar el palau de govern, on es creia que el president Umaro Sissoco Embaló i el primer ministre Nuno Gomes Nabiam havien acudit per a assistir a una reunió de gabinet. L'emissora estatal va informar que es va produir un tiroteig en el palau del govern, que es troba a prop de l'aeroport, i que «invasors» van detenir funcionaris del govern. El periodista d’Al Jazeera, Nicolas Haque, va dir que no estava clar si els trets van ser els guàrdies presidencials que intentaven protegir el president o si hi va haver un atac al palau del govern.
El president Embaló va declarar a l'agència de notícies AFP en una trucada telefònica que «tot està bé», i va afegir que la situació està «sota control». Va dir que el fallit intent de cop d'estat podria estar relacionat amb el tràfic de drogues i que també va ser un intent d'assassinat: «No va ser només un cop. Va ser un intent de matar al president, al primer ministre i a tot el gabinet». També va afirmar que l'exèrcit no va estar implicat en el cop fallit.
El 2 de febrer, la vida tornava lentament als carrers de Bissau, amb la reobertura de comerços i bancs. Els soldats, en canvi, patrullaven els carrers i bloquejaven l'entrada al complex del Palau de Govern, on es va produir l'incident. Segons la font militar, un grup de recerca ha creat una gran xarxa de cerca, i el personal d'intel·ligència militar està recopilant informació en la seu del govern.

## Reaccions
El president de la Comissió de la Unió Africana, Moussa Faki Mahamat, i el secretari general de l'ONU, António Guterres, van expressar la seva gran preocupació per la situació.